# Toszkiwka
Toszkiwka (ukr. Тошківка) – osiedle typu miejskiego na Ukrainie, w obwodzie ługańskim, w rejonie siewierodonieckim. W 2001 liczyło 5108 mieszkańców.